# Cmentarz żydowski w Kluczborku
Cmentarz żydowski w Kluczborku – kirkut powstał w 1926 głównie na koszt kupca Grünbergera. Mieścił się przy ul. Opolskiej w Kluczborku. Wcześniej pogrzeby odbywały się w pobliskim Kraskowie. Na terenie kirkutu zbudowano także w 1928 dom przedpogrzebowy w stylu orientalnym, z dużą kopułą. W czasie II wojny światowej hitlerowcy zdewastowali kirkut i wysadzili w 1939 dom przedpogrzebowy. Po wojnie, ówczesne władze pozwoliły na urządzenie w tym miejscu cmentarza poległych żołnierzy sowieckich. Obecnie nie ma na nim żadnych macew.